# Li Lanqing
Li Lanqing , chino simplificado: 李岚清, chino tradicional: 李嵐清, pinyin: Lǐ Lánqīng; (Zhenjiang, 22 de mayo de 1932) es un político chino.

## Biografía
Li Lanqing nació en Zhenjiang (Jiangsu), en mayo de 1932. Se graduó en el Departamento de Administración de Empresas de la Universidad de Fudan en 1952.
Participó del lanzamiento de la industria automotriz de China, alcanzando luego posiciones en el primer ministerio de industria de maquinaria para la Construcción y la Comisión Estatal de Economía. Participó en la apertura de China al mundo a partir de 1978. En este cargo, fue responsable de los préstamos gubernamentales extranjeras en la Comisión Estatal de Inversión Administrativa de Relaciones Exteriores. También se desempeñó como director general de Administración de Inversiones Extranjeras del Ministerio de Relaciones Económicas Exteriores y Comercio. Fue teniente de alcalde de Tianjin. Li también fue ministro de vicepresidente Ejecutivo y ministro de Relaciones Económicas Exteriores y Comercio.
De 1993 a 2003, Li fue vice primer ministro del Consejo de Estado de la República Popular de China y fue miembro del Comité Permanente del Buró Político del 15° Comité Central del Partido Comunista de China. En su calidad de vice primer ministro, Li fue responsable de la política educativa nacional. 
Es el autor de "Educación para 1,3 mil millones. En 10 años de la Reforma Educativa y el Desarrollo". El libro ha vendido más de 750 000 copias en China y ha sido traducido al inglés.